# Kavita Singh
Pour les articles homonymes, voir Singh.
Kavita Singh, née le 5 novembre 1964 et morte le 30 juillet 2023, est une historienne de l'art indienne. Professeure d'histoire de l'art, elle a été doyenne de l'École des arts et de l'esthétique de l'université Jawaharlal-Nehru.

## Formation
Kavita Singh obtient son bachelor ès arts au Lady Shri Ram College, sa maîtrise en beaux - arts en 1987 à l'université MS de Baroda et son doctorat en 1996 à l'université du Pendjab.

## Carrière
Singh est nommée à l'université Jawaharlal Nehru (JNU) en 2001. Ses recherches couvrent l'histoire de la peinture indienne, en particulier les écoles moghole et rajpoute, et l'histoire et la politique des musées, avec un accent particulier mis sur l'Inde.
Avant de rejoindre la JNU, Singh enseigne au College of Art de Delhi et au National Institute of Technology de Delhi. Elle est également rédactrice en chef de la recherche pour Marg Publications et conservatrice invitée au San Diego Museum of Art. Elle y co-organise l'exposition Power and Desire: South Asian Paintings from the San Diego Museum of Art, Edwin Binney 3rd Collecte. L'exposition se déroule à New York du 10 octobre 2000 au 7 janvier 2001. Un catalogue d'Omina Okada parait par la suite.
En 2007, Singh dirige une équipe de conservateurs pour la deuxième exposition de la toute nouvelle Devi Art Foundation. L'exposition s'intitule Where in the World (Où dans le monde). Une version abrégée de l'introduction de Singh au catalogue parait en ligne. De 2009 à 2012, elle est associée au Kunsthistorisches Institut (en) de Florence de la Max Planck Society avec Gerhard Wolf et Hannah Baader pour un projet intitulé The Temple and the Museum: Sites for Art in India.

## Décès
Kavita Singh décède d'un cancer le 30 juillet 2023, à l'âge de 58 ans.

## Reconnaissance
Considérée comme une des plus influentes historiennes de l'art en Inde, elle reçoit en 2018 le prix Infosys en sciences humaines pour son travail dans le domaine de l'histoire de l'art et de la culture visuelle. Elle en plaisante en disant que sa présence à la cérémonie est illégitime car son congé de la JNU pour visiter Bangalore n'a pas été approuvé. Elle a reçu des bourses du Getty Research Institute, du Sterling and Francine Clark Art Institute, du Williams College, du Nehru Trust for the Indian Collections du Victoria and Albert Museum et de l'Asia Society à New York.

## Publications principales
- New Insights Into Sikh Art (2003, ed.)
- InFlux: Contemporary Art in Asia (2013, co-ed.)
- No Touching, No Spitting, No Praying: The Museum in South Asia (2014, co-ed.)
- Nauras - The Many Arts of the Deccan (2015, co-ed.)[11]
- Museums, Heritage, Culture: Into the Conflict Zone (2015, co-ed.)
- Real Birds in Imagined Gardens: Mughal Painting Between Persia Europe (2017)[12]
- Scent Upon A Southern Breeze: The Synaesthetic Arts of the Deccan (2018, ed.)[13]

### Conférences
- Looking East, Looking West: Peinture moghole entre la Perse et l'Europe (Getty Research Institute, 2015)
- Congrès des rois : Réflexions sur une peinture de Muhammad Shah Rangila (Kiran Nadar Museum of Art, 2018)
- Mot contre image dans Mughal Chronicles (Bangalore International Centre, 2021)
- Un nouveau musée pour une nouvelle nation (Fralin Museum of Art de l'Université de Virginie, 2021)
- Perspectives sans fin : vue depuis une terrasse à Awadh au XVIIIe siècle (Met Museum, 2022)
- Livre d'or (Institut américain d'études indiennes, 2022)
- An Embarrassment of Riches: Indian Architectural Exhibits at the V&A (Sydney Asian Art Series, 2023)